# میشل ترویانو
میشل ترویانو (انگلیسی: Michele Troiano؛ زادهٔ ۷ ژانویهٔ ۱۹۸۵) بازیکن فوتبال اهل ایتالیا است.
از باشگاه‌هایی که او در آن بازی کرده‌، می‌توان به باشگاه فوتبال مودنا، باشگاه فوتبال آسکولی، باشگاه فوتبال ویرتوس انتلا، باشگاه فوتبال کیه‌وو ورونا، باشگاه فوتبال مونتسا و باشگاه فوتبال ساسولو اشاره کرد.
تریانو همچنین در تیم ملی فوتبال زیر ۲۰ سال ایتالیا بازی کرده‌است.